# Kyah Simon
Kyah Pam Simon (* 25. Juni 1991 in Blacktown) ist eine australische Fußballnationalspielerin. Sie stammt teilweise von Aborigines ab.

## Karriere

### Verein
Simon spielte für die Central Coast Mariners und wechselte 2009 zum Sydney FC in der australischen W-League. In der Saison 2010/11 wurde sie Torschützenkönigin und gewann die Julie-Dolan-Medaille als „Spielerin des Jahres“. Nach zwei australischen Meisterschaften mit dem Sydney FC in den Jahren 2009 und 2013 wechselte sie Anfang 2013 zum neuen NWSL-Franchise der Boston Breakers. Bereits im Jahr 2012 hatte sie leihweise für kurze Zeit bei den Breakers gespielt, als diese nach der plötzlichen Auflösung der WPS für eine Saison in der semiprofessionellen WPSL Elite antraten.
Nach ihrer Rückkehr nach Australien kam sie in den Jahren 2013 und 2014 verletzungsbedingt lediglich zu drei Ligaspielen für den Sydney FC. Noch während der Weltmeisterschaft 2015 kehrte sie zu den Boston Breakers zurück und spielte dort, unterbrochen von einer Leihe zum Sydney FC, zunächst bis zum Saisonende 2016, um danach fest nach Sydney zu wechseln. Es folgten Stationen beim Melbourne City FC und Houston Dash
Im Juli 2020 erhielt sie einen Vertrag beim niederländischen Erstligisten PSV Eindhoven.
Im August 2021 erhielt sie einen Zweijahresvertrag bei Tottenham Hotspur. Im Oktober 2022 zog sie sich eine Kreuzbandverletzung zu und fiel für den Rest der Saison aus.
Im September 2023 erhielt sie einen Vertrag bei den Central Coast Mariners. Nach 12 Spielen gab der Verein im August 2024 bekannt, dass sie den Verein wieder verlässt. Sie kehrte zum Sydney FC zurück. Verletzungsbedingt kam sie dort aber noch nicht zum Einsatz.

### Nationalmannschaft
Am 4. August 2007 debütierte sie in der australischen Nationalmannschaft. 2011 nahm sie an der Weltmeisterschaft in Deutschland teil. Im letzten Vorrundenspiel gegen Norwegen schoss sie zwei Tore und hatte damit maßgeblichen Anteil an der Qualifikation für das Viertelfinale. Bei der Weltmeisterschaft 2015 in Kanada erzielte sie im Achtelfinale gegen Brasilien das spielentscheidende 1:0. Mit diesem Sieg zogen die Australierinnen in das WM-Viertelfinale ein. Hier verloren sie durch ein spätes Tor gegen Titelverteidiger Japan mit 0:1. Bei den Olympischen Spielen 2016 erreichte sie mit der Mannschaft das Viertelfinale gegen Gastgeber Brasilien, verloren dieses aber nach torlosen 120 Minuten im Elfmeterschießen. Sie war da aber nach einer Stunde ausgewechselt worden. Bei der Fußball-Asienmeisterschaft der Frauen 2018, die auch als Qualifikation für die WM 2019 diente, kam sie in allen fünf Spielen zum Einsatz. Bei der WM-Endrunde in Frankreich war sie aber nur als „Standby“ Teil des Kaders. Sie kam dann erst wieder in der erfolgreich absolvierten Qualifikation  für die Olympischen Spiele 2020 zum Einsatz, und zwar in allen fünf Spielen, in denen sie zwei Tore erzielte. Bei den wegen der COVID-19-Pandemie um ein Jahr verschobenen Spielen wurde sie allen Spielen der Australierinnen eingesetzt, wurde aber jeweils ausgewechselt. Im mit 0:1 gegen Schweden verlorenen Halbfinale bestritt sie ihr 100. Länderspiel. Am Ende wurden die Australierinnen Vierte – ihre bisher beste Platzierung bei einem großen interkontinentalen Turnier. 
Im Januar 2022 wurde sie für die Asienmeisterschaft in Indien nominiert. Sie kam in den drei Gruppenspielen und im Viertelfinale zum Einsatz, in dem sie mit ihrer Mannschaft gegen Südkorea ausschied. Im ersten Spiel, das mit 18:0 gegen Indonesien gewonnen wurde, erzielte sie zwei Tore.
Am 3. Juli 2023 wurde sie für die WM-Endrunde in ihrer Heimat nominiert. Als sie davon erfuhr, brach sie in Tränen aus, da sie nach einer Knieverletzung neun Monate lang nicht gespielt hatte. Im Turnier kam sie jedoch nicht zum Einsatz und wurde nach einer 0:2-Niederlage ihrer Mannschaft gegen die Schwedinnen im Spiel um Platz 3 Vierte.

## Erfolge
- 2009, 2013: Australische Meisterschaft (Sydney FC)
- 2018, 2020: Australische Meisterschaft (Melbourne City FC)
- 2010: Asienmeisterschaft
- 2020/21: Niederländische Pokalsiegerin (ohne Finaleinsatz)